# Leptosphinctes
Leptosphinctes es un género de ammonites, una clase bien conocida de cefalópodos fósiles. Vivió durante el período Jurásico, que duró  aproximadamente entre los 200 y los 145 millones de años antes del presente.

## Distribución
Ejemplares de este género se encuentran en depósitos sedimentarios jurásicos de la Columbia Británica, Egipto, Hungría, Irán, México, Polonia, Arabia Saudí, Kenia, Rusia, Turkmenistán y España.